# 班納鎮區 (堪薩斯州迪金森縣)
班納鎮區（英語：Banner Township）為美國堪薩斯州迪金森縣轄下的鎮區。2010年美国人口普查中此鎮區人口有108人。

## 地理
班納鎮區涵蓋總面積為92.4平方（35.69平方英里），其中陸地面積為92.1平方（35.55平方英里），水域面積為0.36平方（0.14平方英里）或0.39%。海拔高度421（1,381英尺）。

## 人口統計
根據2010年美國人口普查，班納鎮區人口有108人，其中男性有54人，女性有54人，人口密度為每平方公里1.17人，住房計52戶。鎮區內的白人有103人，非裔美國人有0人，美洲原住民有0人，亞裔美國人有0人，太平洋島裔美國人有0人，其他種族有0人，混血種族則有5人。此外鎮區內有6人為西班牙裔或拉丁裔美國人。此鎮區之年齡中位數為46.7歲，而男性年齡中位數為46.8歲，女性年齡中位數為46.5歲。

## 交通

### 主要公路
- 4號堪薩斯州州道
- 15號堪薩斯州州道